# Rasmussenegga
Rasmussenegga är en bergstopp i Antarktis. Den ligger i Dronning Maud Land. Toppen på Rasmussenegga är 1 929 meter över havet, eller 234 meter över den omgivande terrängen. Bredden vid basen är 2,0 km.
Terrängen runt Rasmussenegga är kuperad åt sydost, men åt nordväst är den platt. Trakten är glest befolkad. Det finns inga samhällen i närheten. 